# Gabraka
Gabraka (bułg. Габрака) – wieś w Bułgarii, w obwodzie Wielkie Tyrnowo, w gminie Elena. Wieś wymarła.